# Raphaël-Louis Rafiringa
Raphaël-Louis Rafiringa, FSC, rodným jménem Firinga (3. listopadu 1856, Antananarivo – 19. května 1919, Fianarantsoa) byl madagaskarský římskokatolický řeholník kongregace Školských bratří. Katolická církev jej uctívá jako blahoslaveného.

## Život
Narodil se dne 3. listopadu 1856 v Antananarivu. Jeho otec Rainiantoandro byl vysokým úředníkem královny Ranavalony I. a kapitánem otroků patřících do kasty Hova. První vzdělání získal u královniných čarodějů.
Roku 1866, když mu bylo deset let, se setkal s misionáři z řeholní kongregace Školských bratří. Konvertoval ke křesťanství a začal se vzdělávat na jejich škole, kde byl jeho učitelem bratr Ladolien. Dne 24. října 1869 přijal na svátek sv. archanděla Rafaela křest. Roku 1876 požádal o vstup do kongregace. Dne 11. března 1877 přijal její řeholní hábit.
Od roku 1873 sloužil jako pomocný učitel na místní škole De La Salle. Dne 1. března 1878 zahájil v kongregaci svůj noviciát a přijal řeholní jméno Raphaël-Louis. Dne 21. listopadu 1879 složil jako první rodák z Madagaskaru dočasné řeholní sliby. Roku 1883 byl zvolen prezidentem Katolické unie na Madagaskaru. Dne 14. listopadu 1889 složil své doživotní řeholní sliby.
Poté, co byli roku 1883 všichni zahraniční misionáři ze země vyhnáni, měl na starosti vedení církve zde. V té době spolupracoval s bl. Victoire Rasoamanarivo. Generál Joseph-Simon Galliéni mu dne 2. května 1903 udělil Řád za občanské zásluhy za jeho roli při napomáhání míru mezi Madagaskarem a Francií. Dne 24. prosince 1915 byl zatčen a křivě obviněn z působení v tajné nacionalistické společnosti V.V.S. V únoru roku 1916 pak byl propuštěn.
Pobyt ve vězení mu podlomil zdraví, pročež byl poslán na odpočinek do řeholního domu jeho kongregace ve městě Fianarantsoa. Zde také dne 19. května 1919 zaopatřen svátostmi zemřel. Jeho ostatky byly roku 1933 přeneseny a uloženy v katedrále Neposkvrněného početí v Antananarivu.

## Úcta
Jeho beatifikační proces započal dne 18. června 1994, čímž obdržel titul služebník Boží. Dne 17. prosince 2007 jej papež Benedikt XVI. podepsáním dekretu o jeho hrdinských ctnostech prohlásil za ctihodného. Dne 19. ledna 2009 byl uznán zázrak na jeho přímluvu, potřebný pro jeho blahořečení.
Blahořečen pak byl dne 7. června 2009 ve venkovním divadle Antsonjombe v Antananarivu. Obřadu předsedal jménem papeže Benedikta XVI. arcibiskup Angelo Amato.
Jeho památka je připomínána 19. května. Bývá zobrazován v řeholním oděvu.